# Георгий Трапезундский
Георгий Трапезундский (греч. Γεώργιος Τραπεζούντιος, Ираклион, Крит 1395 — Рим 1472 или 1473, или 1484, год смерти точно неизвестен) — греческий философ и учёный, один из пионеров итальянского Возрождения.

## Биография
Георгий родился на острове Крит, но в истории остался как Трапезундский, поскольку из города Трапезунд происходили его родители. Георгий Трапезундский принадлежит к «тем, что ушли»: к сотням греческих учёных, оставивших в течение XV века последние осколки Византии и подконтрольные Венеции греческие земли, «переставшие быть частью греческого просвещения и своими знаниями способствовавшие быстрой плодоносности итальянского Возрождения».
Употребляя сегодняшний термин «утечка мозгов», современный греческий историк А. Е. Вакалопулос пишет что «эти учёные пересадили на Запад семена эллино-византийской культуры, которым грозила гибель».
В какой период он прибыл в Италию — нет ясности. Согласно некоторым данным, он был вызван в Венецию около 1430 года, работать переписчиком у Francesco Barbaro, с которым он уже был знаком. Согласно другим данным, он не посещал Италию до Флорентийского собора Ферраро-Флорентийский собор (1438—1439). Георгий изучил латинский язык у Vittorino da Feltre и Гуарино да Верона. Его быстрый прогресс в латыни позволил ему через 3 года преподавать Латинскую литературу (Римская литература) и Риторику. Некоторое время он преподавал греческий в Виченце, затем переехал в Венецию, где унаследовав кафедру греческого языка у Франческо Филельфо. Работая в Венеции, Георгий приобрёл славу по всей Италии. Его репутация, как учителя и переводчика Аристотеля, была огромной, и он был избран секретарём папы Николая V, горячего поклонника Аристотеля.
Параллельно Георгий преподавал философию и филологию, и продолжил также свою писательскую деятельность. Его чрезмерно горькие нападки на Платона (в Comparatio Aristotelis et Platonis), вызвали резкий ответ другого, более знаменитого, сына Византии — Виссариона (Виссарион Никейский). Его очевидно спешные и неаккуратные переводы Платона, Аристотеля и других классических авторов, подорвали его имя как учёного и поставили под угрозу его должность преподавателя философии (папа Пий II был одним из критиков переводов Георгия).
В начале 1450 года, Валла, Лоренцо начал публичную полемику с Георгием по поводу Квинтилиана. Эта полемика и нападки земляка Газа привели к падению его репутации. Позже было замечено, что, кроме неаккуратности, в его переводах греческих писателей были пропущены целые страницы. Он был обвинён в том, что торопился получить свои вознаграждения, не завершив работу. Папа выразил своё недовольство и Георгий был вынужден покинуть Рим в 1453 году. Негодование против Георгия и его первых работ было настолько большим, что он вероятно был бы вынужден навсегда покинуть Италию, если бы Альфонсо Арагонский не предоставил ему своё покровительство при дворе Неаполя. Франциск Филельф заступился за Георгия перед Папой, и ему было дозволено в 1471 году вернуться в Рим и занять прежнюю должность. Здесь он издал получившую большой успех латинскую грамматику, основанную на работе древнего греческого грамматика латыни Присциана. Кроме этого, его ранние работы о греческой риторике дали ему широкое признание, включая его прежних критиков, которые отмечали его блестящий ум и учёность. Умер Георгий Трапезундский в Риме, в 1486 году.

## Работы

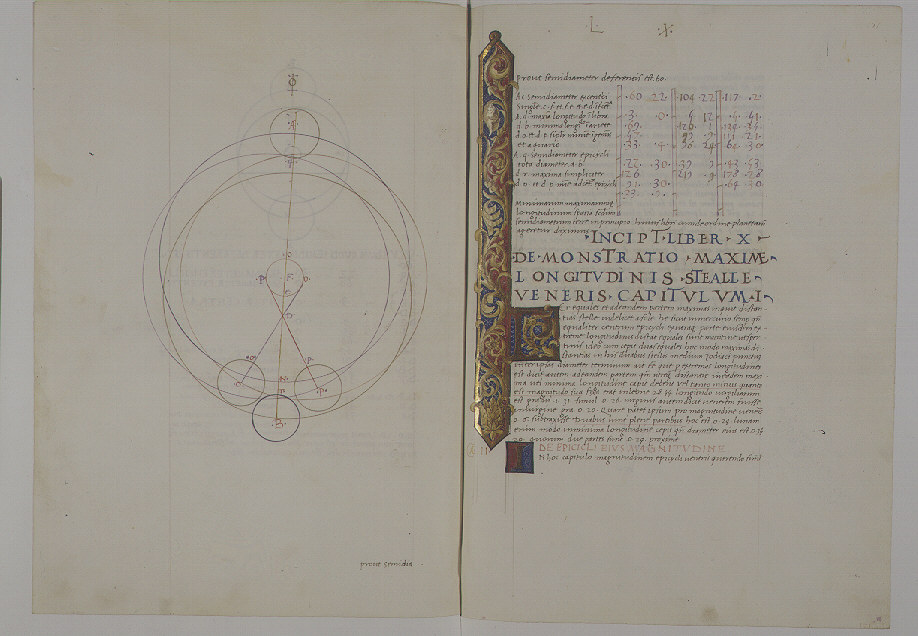
Страница из Книги X Георгия Трапезундского Комментарий к Альмагест

Георгий Трапезундский оставил после себя множество работ, состоящих из переводов с греческого на латынь (Платон, Аристотель, Отцы Церкви), оригинальные работы на греческом (в основном теологические), на латинском (грамматика и риторика).